# C/2014 Q2 (Lovejoy)
Pour en particulier les autres comètes découvertes par Terry Lovejoy, voir Comète Lovejoy.
C/2014 Q2 (Lovejoy) est une comète périodique à longue période découverte dans l'hémisphère sud le 17 août 2014 par l'astronome australien Terry Lovejoy avec un télescope Schmidt-Cassegrain de 20 cm.
D'une magnitude apparente de 15 dans le visible au moment des premières observations, elle a gagné en éclat pour atteindre 7,4 durant le mois de décembre 2014. Pendant le mois de janvier 2015, elle atteint la magnitude 4, ce qui la rend visible à l'œil nu et en fait l'une des plus brillantes comètes de cette période,. Elle possède une coloration entre le bleu et le vert due à la fluorescence des molécules de carbone excitées par le rayonnement ultraviolet solaire.
La comète avait une période estimée d'environ 11 000 ans avant son passage au périhélie le 30 janvier 2015 à 1,29 unité astronomique. Sa période est maintenant d'environ 8 000 ans. Elle est passée le 7 janvier à 0,469 unité astronomique de la Terre.
Une étude publiée en octobre 2015 par des chercheurs de l'observatoire de Paris dans la revue à comité de lecture Science Advances , relate la découverte grâce au radiotéléscope de l'IRAM, de 21 composés organiques différents dans les gaz émis par la comète, dont pour la première fois de l'alcool éthylique (ou éthanol), ainsi qu'un sucre, le glycolaldéhyde.